# 姫路女学院中学校・高等学校
姫路女学院中学校・高等学校（ひめじじょがくいんちゅうがっこう・こうとうがっこう）とは、兵庫県姫路市豊沢町にある学校法人摺河学園が運営する私立中学校・高等学校（女子校）。略称は姫路女学院。旧兵庫県播磨高等学校。

## 概要
1921年（大正10年）、大正デモクラシーの中、摺河静男が勤め先からの帰路に県立女学校に入学できずに涙ぐむ少女の姿を見て、女子の進学の狭き門を痛感。「国家の繁栄と国民の幸福は教育の振興によらねばならない。とりわけ、女子教育こそ国家百年の盛衰に関わる緊要事である」との強い信念により、妻・ウメと共に創立。建学の精神には、社会の一翼を担い、一方で家庭において良き妻・賢き母として理想的な家庭を創っていくことのできる女性を育てたい、という創立者・摺河静男の思いが込められている。
2021年（令和3年）4月に校名を兵庫県播磨高等学校から姫路女学院高等学校に変更した。併せて、同一敷地に設置されている兵庫県播磨中学校も姫路女学院中学校に変更し、生徒募集を開始した。
思いやりや心づかい、やさしさを育てる「心の教育」に重きを置いている。校祖は摺河静男。理事長・学校長は摺河祐彦。副校長は長谷川貴久。姉妹校に姫路ハーベスト医療福祉専門学校がある。

## 沿革
- 1921年（大正10年）創立者の摺河静男により姫路市光源寺前に共愛裁縫女学校として設立[5]
- 1922年（大正11年）校舎を新築し、姫路市南畝町に移転[5]
- 1927年（昭和2年）甲種実業学校として姫路女子職業学校を設立[5]
- 1927年（昭和2年）姫路高等女子職業学校と改称[5]
- 1931年（昭和6年）甲種女子商業を併設[5]
- 1944年（昭和19年）兵庫県播磨女子商業学校と改称[5]
- 1946年（昭和21年）兵庫県播磨高等女学校と改称[5]
- 1947年（昭和22年）兵庫県播磨中学校を併設[5]
- 1948年（昭和23年）兵庫県播磨高等学校と改称[5]
- 1969年（昭和44年）校歌を制定[5]
- 1974年（昭和49年）正規教科として「教養科」の導入
- 1993年（平成5年）学園章「ハーベスト」、新制服を制定・導入。蒜山高原セミナーハウス竣工
- 2001年（平成13年）新制服のバリエーションを追加
- 2002年（平成14年）摺河静男記念講堂・伯倫館、有朋館完成
- 2004年（平成16年）京都大学の関西教育考学との遠隔授業を導入
- 2005年（平成17年）タイ王国ケーマ・シリ・メモリアル高校と姉妹校提携
- 2008年（平成20年）姉妹校として姫路ハーベスト医療福祉専門学校を開設
- 2011年（平成23年）ポーランド共和国ナザレ高校と姉妹校提携
- 2013年（平成25年）インドネシア共和国タラカニタ第一高校と姉妹校提携
- 2021年（令和3年）4月1日：兵庫県播磨高等学校を姫路女学院高等学校に改称[1][2]。兵庫県播磨中学校を姫路女学院中学校に改称[3]
- 2021年（令和 3年）学校創立100周年
  - パラグアイ日本パラグアイ学院と姉妹校提携
  - 11月より元兵庫県副知事の金沢和夫が特別顧問に就任[6][7]
- 2022年（令和4年）
  - 9月24日ソフトボール部暴行事件発生
  - 10月27日インドネシアの姉妹校タラカニタ財団との教育協定の10周年を記念し、提携に関わる覚書に調印[8]
- 2023年（令和5年）韓国啓星高校と姉妹校提携

## 学科・コース
- 普通科
  - 特別進学国際教養コース
  - 教養コース
  - アスリートコース

普通科は特別進学国際教養コース、教養コース、アスリートコースを設置。アスリートコースでは、強化運動部（サッカー、バレーボール、ソフトボール、剣道、陸上競技）に所属し、国際舞台も視野に入れた自己実現を目指している。

## 部活動
サッカー部は全日本高等学校女子サッカー選手権大会に3回（第27回、第29回、第30回）出場している。
★は強化指定部

### 運動部
- ★サッカー部
- ★剣道部
- 卓球部
- ゴルフ部
- ★バレーボール部
- バスケットボール部
- ★ソフトボール部
- バドミントン部
- ソフトテニス部
- ★陸上競技部
- ダンス部

### 文化部
- ギター・マンドリン部
- 陶芸部
- 茶道部
- 華道部
- 和装部
- 園芸部
- 図書部
- 美術部
- 手芸部
- 放送部
- 科学部
- 音楽部
- 吹奏楽部
- 書道・硬筆部
- 演劇部
- パソコン・マーケティング部
- 数学部
- 文芸部
- ESS部

### 特別クラブ
- インターアクトクラブ
- Sクラブ

## 特色

### 心の教育
- 教養科

独自の教育として、礼儀作法・立ち居振る舞い・言葉遣いなどを学ぶ「教養科」の授業を1974年より導入している。日常より先生や来客者に会った場合、立ち止まって停止礼で挨拶をする。
- 読書の学校

朝の読書運動。「すべての生徒がかけがえのない一冊に出会う」ことを目標にしている。

## キャリア教育
- ハーベストアワー

生徒自身の興味・関心を見つけ、将来の目標「今何をすればよいか」を考え、行動につなげる実践型のオリジナル授業。
- 7つの習慣J

スティーブン・R・コヴィー博士の「7つの習慣」の考え方を基に生徒が実践的に学べるように日本の小・中・高校生向けにアレンジ・開発した人間性教育プログラム。
- はたらく人との往復書簡
- 社会人講座・進路講演会
- ジュニアインターンシップ

## 国際教育
- 姉妹校との国際交流・交換留学、Skypeによる交流
  - ケーマ・シリ・メモリアル高校（タイ語: โรงเรียนเขมะสิริอนุสสรณ์）（タイ王国）
  - ナザレ高校（ポーランド共和国）
  - タラカニタ第一高校（インドネシア語: Tarakanita）（インドネシア共和国）
  - 日本パラグアイ学院（パラグアイ）
  - 啓星高校（韓国）
- 海外大学進学プログラム
  - プロビデンス カントリー デイスクール（英語: Providence Country Day School）（アメリカ合衆国）との U.S.デュアル・ディプロマ・プログラム

## 制服
現在の制服はグレーが基調のブレザーに、赤×グレーのストライプのネクタイまたはリボン。夏はポロシャツにボックススカート、気候に合わせてカーディガンやセーター、マフラー等のアイテムもある。

## 交通アクセス
JR山陽本線姫路駅より徒歩約5分。

## 事件

### ソフトボール部暴行事件
2022年9月24日、ソフトボール部顧問を務める40歳の商業科男性教諭が、地区大会の会場であった兵庫県上郡町の高校で1年生の女子生徒の顔や頭などを殴る暴行を行った。また翌9月25日も尻を蹴るなどの暴行を行い、多数の暴言もあった。これにより女子生徒は顎が外れ全治1カ月の外傷性開口障害と診断され、精神的なショックにより登校できない状態となった。女子生徒の保護者は兵庫県警に被害届を提出した。被害を受けた女子生徒は、学校への不信感なども重なり、10月下旬に医師から急性ストレス反応とうつ状態と診断された。そして学校に通えないまま、10月末で同校を退学した。
10月4日、学校はウェブサイトに摺河祐彦校長名で『お詫び』を掲載して謝罪した。学校は教諭の懲罰委員会を実施し、2022年10月12日付けで男性教諭を懲戒解雇したと10月13日に発表した。2023年1月11日、兵庫県警捜査第一課は、この元男性教諭を傷害などの容疑で神戸地方検察庁姫路支部に書類送検した。3月20日、姫路区検察庁は元教諭を傷害と暴行の罪で略式起訴。姫路簡易裁判所は、3月28日までに罰金30万円の略式命令を出した。